# Романов, Андрей Андреевич
Андре́й Андре́евич Рома́нов (21 января 1923, Лондон, Великобритания — 28 ноября 2021, Сан-Ансельмо, Калифорния, США) — князь императорской крови, ветеран Второй мировой войны, художник, последний праправнук по мужской линии российского императора Николая I и правнук императора Александра III, принадлежал к ветви «Михайловичей» (потомков великого князя Михаила Николаевича) династии Романовых, внук великого князя Александра Михайловича и великой княгини Ксении Александровны. Сын князя Андрея Александровича и герцогини Елизаветы Фабрициевны. Крёстный сын короля Великобритании Эдуарда VIII.
Являлся старейшим долгожителем во главе династии Романовых, переживший императрицу Екатерину II на 31 год, соединявший старую монархическую Россию с современностью, последний кто помнил и встречался с прабабушкой, вдовствующей императрицей Марией Федоровной (матерью императора Николая II) в 1927 году, на праздновании её юбилея (в 1923 году она также присутствовала на крестинах Андрея Андреевича). С 31 декабря 2016 года до своей смерти своими сторонниками считался главой дома Романовых, но сам претензий на главенство не заявлял, некоторыми специалистами и большинством потомков Николая I признавался главой рода Романовых (титул оспаривался ветвью Кирилловичей). Почетный президент Объединения членов рода Романовых (1993—2021), более 50 лет возглавляющий Высший монархический совет. После его кончины наследником по мужской линии стал старший сын 68-летний князь Алексей Андреевич.
После смерти принца Филиппа, герцога Эдинбургского в 2021 году, стал старейшим из живущих потомков короля Дании Кристиана IX .

## Биография

### Детство и воспитание
Князь Андрей Андреевич родился 21 января 1923 года в Лондоне, в семье князя Андрея Александровича и княгини Елизаветы Фабрициевны, урождённой герцогини Сассо-Руффо, княжны Сан-Антимо. Его крёстным отцом стал будущий король Эдуард VIII. Третий ребёнок и младший сын в семье, свои детские годы Андрей Андреевич вместе с сестрой и братом провёл в гостевом доме Виндзорского замка, предоставленном королём Георгом V. Воспитывался в русской традиции под строгим контролем своей бабушки великой княгини Ксении Александровны, которая до конца своих дней была уверена, что Романовых ещё раз призовут на российский престол, а её внук должен в будущем занять подобающее ему место в России. Родители Андрея Андреевича принадлежали к другому поколению семьи, и уже не питали надежду на реставрацию монархии в России, поэтому они пытались воспитать детей как простых и ответственных людей, с чувством долга перед Родиной, и умением справиться с реалиями современного мира. Дома в семье всегда говорили только на русском языке.
Однажды, катаясь на велосипеде по виндзорскому парку, Андрей Андреевич столкнулся с принцессой Елизаветой, гулявшей вместе со своей няней. В этот же день Ксении Александровне позвонил секретарь Георга V, и заявил о нежелательности пребывания любых гостей на частных владениях короля, особенно когда королевская семья отдыхает в Виндзоре. В возрасте шести лет Андрей Андреевич познакомился с королевой Марией, приехавшей на чай к Ксении Александровне. Как вспоминал сам Андрей Андреевич, королева спросила о нём Ксению Александровну, а затем, подозвав его, сказала, что он может называть её «тётушка Мэри», а короля дядей.
С детских лет Андрей Андреевич увлекался частыми прогулками по лесу, любил рыбалку на окуня на реке Темзе, а также с большим удовольствием наблюдал за животными в местном зоопарке. С детства начал проявлять интерес и успехи в рисовании, первым учителем для него стал отец Андрей Александрович, ставшим в эмиграции художником-пейзажистом. До 12 лет обучался на дому, получив частное традиционное образование, характерное для Дома Романовых. Затем обучался в Колледже имперской службы.

### Вторая мировая война
В 1942 году в самый разгар Второй мировой войны поступил на ВМФ Великобритании. Отказался принимать офицерскую должность, предпочитая быть простым матросом. Служил на лёгком крейсере HMS Sheffield под командованием адмирала сэра Сесила Харкорта. Принимал участие в Арктических конвоях, не раз плавал в Мурманск, часто исполняя обязанности переводчика. Андрей Андреевич стал первым из Романовых-эмигрантов, кто побывал на родине после революции.

— А когда вы в первый раз оказались в России?
— Это случилось во время второй мировой войны. Наш корабль был одним из шести в составе конвоя, который сопровождал грузовые суда до Мурманска. Два немецких судна выследили нас и атаковали. Завязался бой. Наше судно было подбито в районе кормы, к счастью, никто не погиб. После этого мы были на Нормандии, потом в Северной Африке, потом два года провели в Тихом океане.
— Татищева-Никитина А. А. — «И они распяли его: последняя дорога последнего императора» — Интервью с Андреем Андреевичем Романовым
Также принимал участие в битве за Атлантику, североафриканской кампании и высадке союзников в Нормандии. Окончание войны встретил на Тихом океане. После демобилизации в 1946 году на короткое время вернулся в Великобританию.

### Жизнь в Америке
После войны Андрей Андреевич стал практикантом на английской ферме в Кенте, чтобы получить профессию агронома. Непродолжительное время работал на древопитомнике под Лондоном. Не находя дальнейших перспектив в Европе, в 1949 году по приглашению дяди князя Василия Александровича, вместе с двоюродным братом князем Никитой Никитичем и имея в кармане всего 800 долларов, эмигрировал в США на грузовом корабле, везшем скаковых лошадей, голубей и восьмерых пассажиров.
Поселившись в Калифорнии, начал работать в магазине, затем вместе с дядей работал в компании «Калифорния Пэкинг», где выращивал помидоры на гидропонике и занимался выведением новых сортов овощей. Изучал социологию и криминалистику в Калифорнийском университете в Беркли. Затем работал маклером в пароходной компании и три года провёл в Японии и Корее. Вернувшись в Сан-Франциско стал агентом по продаже недвижимости, работал простым служащим и дизайнером. В 1954 году принял американское гражданство. После смерти второй жены переехал в город Инвернесс, к северу от Сан-Франциско, где работал плотником и столяром, занимался ювелирным делом.
После выхода на пенсию полностью посвятил себя искусству. Начал рисовать как художник-примитивист, не имея формального художественного образования, рисуя картины по интуиции, опираясь на фантазию. Являлся членом гильдии художников в городе Пойнт Рейс Стейшн. Также занимался художественной фотографией.
Последние годы проживал с женой, американской художницей Инес Сторер, в Инвернесе (Калифорния, США).

### Князь и Россия
Андрей Андреевич стал первым из Романовых, кто побывал на Родине после революции и изгнания. В декабре 1942 года он несколько дней в качестве простого матроса провёл в Мурманске. Весной 1990 года с выставкой своих картин посетил Ленинград. В июне 1992 года участвовал во встрече семи князей Романовых в Париже, на которой было принято решение о создании благотворительного фонда «Романовы для России». В октябре 1992 года стал первым из Романовых побывавших в Екатеринбурге. Посетил старую коптяковскую дорогу, место обнаружения останков семьи императора Николая II, членов его семьи и слуг. В июне 1994 года наряду с Димитрием Романовичем, Михаилом Фёдоровичем и Никитой Никитичем участвовал в церемонии открытия выставки в Эрмитаже «Николай и Александра». В июле 1997 года участвовал в открытии выставки в Смольном соборе Петербурга «Князья Романовы. Семейный альбом за полтора столетия». Выставка представляла историческую ретроспективу жизни семьи Романовых от Александра II до наших дней. Фотоснимки были любезно предоставлены французским генеалогом и исследователем династии Романовых Жаком Ферраном.
17 июля 1998 года вместе с семьёй принял участие в церемонии перезахоронения останков императора Николая II, членов его семьи и слуг в Петропавловском соборе Петербурга. В 2000 году был почётным гостем «Романовских чтений» в Екатеринбурге. В 2001 году впервые посетил Крым, побывав в Ливадийском дворце, Хараксе, Дюльбере и в родном имении деда Ай-Тодор. Был одним из инициаторов перезахоронения в России праха своей прабабушки императрицы Марии Фёдоровны, в сентябре 2006 года принял участие во всех мероприятиях, связанных с перенесением останков вдовствующей императрицы в Петропавловский собор. После обнаружения в июле 2007 года останков цесаревича Алексея Николаевича и великой княжны Марии Николаевны, активно помогал следствию, сдавал свой генетический материал, для установления подлинности останков. Выступал за скорейшее захоронение праха детей последнего российского императора в Екатерининском приделе Петропавловского собора. В 2013 году посетил Петербург в рамках 400-летия Дома Романовых.

## Родственные связи

### Происхождение
Принадлежал к четвёртой ветви рода Романовых, Михайловичам.
Праправнук императора Николая I по прямой мужской линии, правнук Александра III по женской младшей линии, внук великого князя Александра Михайловича (Сандро) (1866—1933) и великой княгини Ксении Александровны (1875—1960).
По отцовской линии состоит в родстве с Датским Королевским Домом, Греческим Королевским Домом, Лейнингенским Княжеским Домом и Баденским Герцогским Домом.
Со стороны матери являлся потомком герцогов Сассо-Руффо, правителей города Баньяра в Калабрии, и приходится дальним родственником происходящей из этого же рода королеве Бельгии Паоле.

### Династический статус
С рождения титуловался его высочеством князем крови императорской, что, однако никогда не признавалось потомками великого князя Кирилла Владимировича. С момента создания в 1979 году «Объединения членов рода Романовых» входил в состав этой организации, на сегодня объединяющей большинство потомком императора Николая I мужского и женского пола.
Не признавал главой Дома Романовых князя Владимира Кирилловича. После смерти последнего в апреле 1992 года, поддержал князя Николая Романовича в его притязаниях на главенство в Доме Романовых. Вместе с другими представителями Дома Романовых заявлял о нелегитимности притязаний на российский престол Владимира Кирилловича и его дочери Марии Владимировны. С 1989 по 2016 годы являлся советником главы «Объединения членов рода Романовых» и несколько раз входил в генеральный комитет организации. В сентябре 2014 года после смерти Николая Романовича, признал главой Дома Романовых своего четвероюродного брата Димитрия Романовича. 31 декабря 2016 года наследовал претензии Димитрия Романовича на главенство в Доме Романовых. Всеми потомками Российского Императорского Дома (кроме Марии Владимировны и её сына) признавался главой Дома Романовых.

### Семья и дети
9 сентября 1951 года в Сан-Франциско женился на Елене Константиновне Дурневой (5 мая 1927 года, Токио — 31 мая 1992 года, Окленд), дочери Константина Афанасьевича Дурнева (1896—1970) и Феликсы Станиславовны, урождённой Запальской (1903—2002). В браке родился один сын, развелись в 1959 году.
- Алексей Андреевич (род. 1953) — c 1987 года женат на Зетте Лейзы (род. 1956). Детей не имеет. Глава Дома Романовых с 2021 года.

21 марта 1961 года в Сан-Франциско женился на Кэтлин Норрис (1 марта 1935 года, Сан-Франциско — 8 декабря 1967 года, там же), дочери Франка Норриса и Алисы МакГриви, внучке известного американского писателя Чарльза Норрис Гильмана (1881—1945). В браке родилось двое сыновей.
- Пётр Андреевич (род. 1961) — с 2009 года женат на Барбаре Анне Юргенс. Детей не имеет.
- Андрей Андреевич (род. 1963) — с 1989 года женат на Элизабет Марии Флорес (род. 1964). Дети:
  - Наташа Кэтрин (род. 1993).

В 1969 году князь женился на художнице Инес Сторер (род. 1933).